# Holothrix elgonensis
Holothrix elgonensis är en orkidéart som beskrevs av Victor Samuel Summerhayes. Holothrix elgonensis ingår i släktet Holothrix och familjen orkidéer. Inga underarter finns listade i Catalogue of Life.